# Morti nel 540
| Questa pagina contiene informazioni ricavate automaticamente dalle voci biografiche con l'ausilio del template Bio e di un bot. L'aggiornamento è periodico e automatico e ricostruisce completamente la pagina. Se manca una persona in questa lista, sei pregato di non aggiungerla, ma accertati piuttosto che la sua voce biografica contenga il template Bio e che i dati anagrafici siano correttamente compilati. Se il template Bio manca, inseriscilo tu stesso o, in alternativa, metti l'avviso {{tmp\|Bio}} che ne segnala la mancanza. Se i dati riportati sono sbagliati, correggi direttamente la voce biografica; le modifiche saranno visibili in questa lista entro pochi giorni. Per chiarimenti vedi il progetto biografie. La lista contiene solo le 8 persone che sono citate nell'enciclopedia e per le quali è stato implementato correttamente il template Bio. Pagina aggiornata al 26 mar 2025. |

- 6 febbraio - Vedasto di Arras, vescovo francese (n. 453)
- 30 ottobre - Germano di Capua, vescovo e santo italiano
- San Barsanofio, religioso e santo egiziano
- Giustino di Chieti, vescovo e santo italiano
- Pantagato di Vienne, vescovo franco
- Paolo di Alessandria
- Uraia, generale ostrogoto
- Vortiporio, sovrano gallese